# Rusina bellieri
Rusina bellieri là một loài bướm đêm trong họ Noctuidae.